# Heinrich II. von Klingenberg

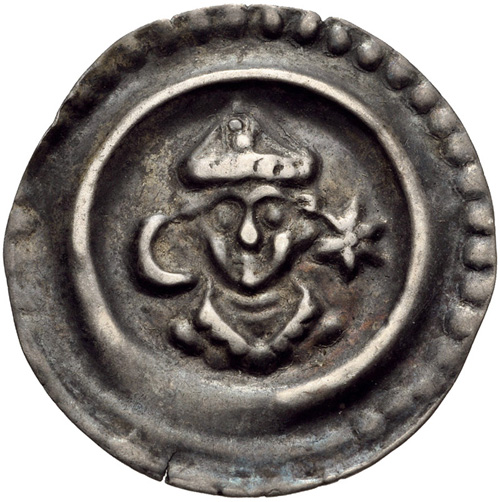
Bischof Heinrich II. von Klingenberg, Ewiger Pfennig

Heinrich von Klingenberg (* um 1240; † 12. September 1306) war von 1293 bis 1306 als Heinrich II. Fürstbischof von Konstanz und von 1296 bis 1306 Pfleger des Klosters Reichenau. Er gilt als bedeutendster Konstanzer Bischof des Mittelalters.

## Leben
Heinrich wurde um 1240 als Sohn des thurgauischen Ritters Ulrich von Klingenberg und der Willeburgis von Castell geboren. Er studierte in Bologna und Padua und wurde Geistlicher, erwarb jedoch auch einen juristischen Doktortitel. Er trat in die Dienste des deutschen Königs Rudolf I. und wurde dessen Pronotarius und Vizekanzler. Er war ein Anhänger des Königs Albrecht, dem er auch als Verwaltungsbeamter und Diplomat diente. Nach vergeblichen Bemühungen um die Bischofsstühle in Freising (1283) und Passau (1285), erhält er die Propstei am Reichsstift in Xanten (1288) und die Propstei in Aachen (1292). Nachdem 1293 der Fürstbischof von Konstanz, Rudolf von Habsburg-Laufenburg verstarb, meldete Heinrich hier seinen Anspruch an und der zunächst vom Domkapitel gewählte Friedrich I. von Zollern trat sogleich zurück. Heinrich wurde 1293 Fürstbischof von Konstanz und am 8. März 1294 von Mainzer Erzbischof Gerhard geweiht. 
Da die Konventsmitglieder des benachbarten Klosters Reichenau nach dem überraschenden Tod Abt Mangolds von Veringen zunächst nicht in der Lage waren, aus den eigenen Reihen einen geeigneten Nachfolger zu finden, der das wirtschaftlich stark angeschlagene Kloster leiten konnte, wurde Heinrich von Klingenberg 1296 auf zehn Jahre zum Pfleger des Reichenauer Konvents bestimmt. Er kümmerte sich jedoch kaum um die Belange der Abtei, sodass die Konventsmitglieder sich nach Ablauf der Zehnjahresfrist weigerten, die Pflegschaft zu verlängern.
Heinrich ließ das erste Urbar für das Fürstbistum erstellen.